# Lhôpital
Lhôpital is een plaats en voormalige gemeente in het Franse departement Ain (regio Auvergne-Rhône-Alpes) en telt 59 inwoners (2009). De oppervlakte bedraagt 3,8 km², de bevolkingsdichtheid is dus 15,5 inwoners per km². Lhôpital is op 1 januari 2019 gefuseerd met Surjoux tot de gemeente Surjoux-Lhopital.

## Geografie
De onderstaande kaart toont de ligging van Lhôpital met de belangrijkste infrastructuur en aangrenzende gemeenten.

## Demografie
Onderstaande figuur toont het verloop van het inwoneraantal van Lhôpital vanaf 1962.
Vanwege een beveiligingsprobleem met de MediaWiki Graph-software is het momenteel niet mogelijk deze grafiek weer te geven. Zodra de software is bijgewerkt zal de grafiek vanzelf weer zichtbaar worden.